# Серджо Ґраденіґо
Се́рджо Аугусто Ґрадені́ґо (італ. Sergio Gradenigo, народжений як Аугусто Серджо Біненфельд — італ. Augusto Sergio Bienenfeld (нар. 11 серпня 1886, Трієст, Австро-Угорщина — пом. 25 січня 1966, Сьюдадела, Великий Буенос-Айрес, Аргентина) — італійський дипломат, педагог та письменник, віцеконсул (згодом консул) Королівства Італія у Харкові та Києві у 1931–1934 роках, консул Італії у Патрах, Греція (1936—1942). Автор дипломатичних повідомлень про Голодомор 1932—1933 років в Україні.

## Біографія
Серджо Ґраденіґо народився 11 серпня 1886 року в місті Трієст, яке тоді входило до Австро-Угорської імперії, під ім'ям Аугусто Серджо Біненфельд.
Освіту від здобув у середній школі, після чого у 1912 році закінчив факультет словесності Флорентійського університету, після викладав філософії та літературу в муніципальній гімназії Данте Аліг'єрі у Трієсті.
У 1914 році Серджо Бєненфельд втік до Італії від призову до австрійського війська. Тоді ж він змінив своє прізвище на «Ґраденіґо», під яким він пізніше записався до війська і яке він зберіг на все життя. У 1915 році, коли Італія вступила у війну проти Австро-Угорщини під час Першої світової війни, записався добровольцем до італійської армії, хоробро та відважно воював, а потім ще брав участь у експедиції під командуванням Габріеле д'Аннунціо, яка захопила хорватське місто Рієка.
Після Першої світової війни Серджо Ґраденіґо повернувся до викладацької роботи в гімназії Данте Аліг'єрі у Трієсті, в якій працював до 1923 року. В цей час, у 1922 році, він брав участь у поході «чорних сорочок» на Рим та став активним прибічником режиму Беніто Муссоліні. У 1923 році він став журналістом та співпрацював з низкою місцевих (зокрема, він був заступником редактора в L'Era Nuova) та національних (Corriere della Sera, Illustrazione Italiana, Le Vie d'Italia) газет, працював їхнім спеціальним кореспондентом в Берліні. Згодом перейшов на роботу в урядові організації — був заступником директора Національного агентства з туризму Італії, працював в Генеральному агентстві нафти Італії (Azienda Generale Italiana Petroli).
Також Серджо Ґраденіґо захоплювався альпінізмом та спелеологією. Він почав займатися цими напрямами у 1905 році, а у 1909 році в університетській секції Юлійського альпійського товариства він створив разом з однолітками (Хольцнером, Уксою, Сапунзачі) команду Ардіта (Squadra Ardita), групу альпіністів із дослідження Юлійських Альп. Ще до Першої світової війни Ґраденіґо проводив різні заходи, присвячені спелеології, а 1913 року став членом Італійської комісії печер (Commissione Grotte). Того року він займався дослідженням низки карстових печер на плато Крас поблизу міста Опічина. У 1919 він досліджував печери в районі Липиці, а також на конференції презентував печери регіону Крас. На початку 1920-х років як журналіст займався висвітленням діяльності Комісії печер, брав участь в журі з визначення кращого дослідження печер регіону Крас, яке працювала у 1922—1923 роках. У 1927 році він перестав бути членом Комісії.
У 1928 році Серджо Ґраденіґо вступив на дипломатичну службу — був спочатку консулом в Ельзасі (Франція). Протягом 1931—1934 очолював спочатку віцеконсульство у Харкові, яке було з часом підвищене до рангу консульства, а після перенесення столиці УСРР до Києва — новостворене Генеральне консульство Італії в Києві.
У 1935 році він зробив перерву у дипломатичній службі і як доброволець воював у лавах дивізії «Тигр» в італо-ефіопській війні (1935—1936 років) разом зі своїм сином Габріо.
Після участі у війні, Серджо Ґраденіґо повернувся на дипломатичну службу як консул у Патрах (Греція) і завершив роботу дипломатом у 1942 році.
У 1948 році емігрував до Аргентини, оселився в Буенос-Айресі, де викладав літературу та філософію в середній школі Христофора Колумба та займався літературною діяльністю. Там він мешкав до кінця життя. У 1964 році його нагородили за поширення італійської культури медаллю «За заслуги народної освіти». Остання його робота «Біля витоків Трієста» так і не була завершеною і опублікована після його смерті у 1970 році.
Помер Серджо Ґраденіґо 25 січня 1966 року в місті Сьюдадела (передмістя Буенос-Айреса).

## Повідомлення про Голодомор і репресії
Перебуваючи на посадах королівського віцеконсула та консула в Харкові та Києві, Ґраденіґо склав десятки донесень до Міністерства закордонних справ Італії в яких повідомляв про факти репресій проти української інтелігенції, колективізацію, розкуркулювання та масовий голодомор в Україні. Прем'єр-міністр Італії Беніто Муссоліні читав листи Ґраденіґо та інших дипломатів, проте розпорядився не публікувати дані з них у газетах, щоб не псувати відносини з радянським урядом. У своїх повідомленнях Ґраденіґо подавав інформацію про Голодомор в Україні 1932—1933 років з «харковоцентричних» позицій — з того, що бачив у тоді столичному Харкові, оскільки він як й інші дипломати не мав доступу до українських сіл. Його доповіді є фундаментальною основою для дослідження істориками Голодомору 1932—1933 років.
У 1987 році повідомлення Серджо Ґраденіґо та інших італійських дипломатів були віднайдені професором Неапольського університету Андреа Ґраціозі в архіві Міністерства закордонних справ Італії та опубліковані в збірнику «Листи з Харкова». Більшу частину цього видання склали саме документи, складені Серджо Ґраденіґо. Разом з тим, до цього Отці Василіяни також виявили ці документи і передали їх у Комісію США з питань Голоду в Україні, яка займалась вивченням Голодомору за дорученням Конгресу США
На думку професора Юрія Шаповала, ці документи «дають можливість викривати технологію злочину проти народу» та «дезавуювати твердження про відсутність специфіки… у діях влади…колишнього СРСР».

## Праці
- Discesa nella Grotta di Trebiciano, Alpi Giulie, 1913, 18 (2), pp. 39-41
- Il mondo sotterraneo de Carso, La Lettura, Milano, 1917 (2), pp. 97-106
- Le leggende delle Giulie, Milano 1917, pp. 382—390
- I nostri morti, Alpi Giulie 1915—1919, 1919, pp. 3-12
- Le Grotte dei Nomi a Postumia, Le Vie d'Italia, 1924 (3), pp. 272—280
- (assieme a G. A. Perco): Postumia e le sue grotte, Riv. Mens. del CAI, 1920, p. 200
- Recensioni, Alpi Giulie, 1924, 25 (5-6), p. 133
- Il Timavo Virgiliano e gli abissi misteriosi di S. Canziano presso Trieste, Le Vie d'Italia e dell'America Latina, Milano 1925 (2), pp. 335—345
- (assieme a G. A. Perco): Postumia e il fantastico mondo sotterraneo, Regia Amm. delle Grotte, Postumia 1926
- La tecnica delle esplorazioni, in «Duemila Grotte» di L. V. Bertarelli & E. Boegan, Milano 1926, pp. 101—116
- La fotografia nelle grotte, in «Duemila Grotte» di L. V. Bertarelli & E. Boegan, Milano 1926, pp. 123—128
- L. V. Bertarelli l'irredentismo e la propaganda turistica per la Venezia Giulia, Il Piccolo, 26 gennaio 1926
- L'attività speleologica di L. V. Bertarelli, Le Vie d'Italia, 1926 (3)
- Il Carso, Letture Geografiche, 1926, 1 (1), pp. 54-55, Bologna, Zanichelli
- (assieme a G. A. Perco): Il castello di Lueghi nella storia, Liburnia, 1928, 21 (3)
- Alle origini di Trieste, Libreria Int. Italo Svevo, Trieste 1970, 238 p.

## Нагороди
- Хрест «За відвагу»;
- Командор ордена Корони Італії (1937)[11];
- Кавалер ордена Святих Маврикія і Лазаря;
- «За заслуги народної освіти» (1964);